# Злотниця (Вармінсько-Мазурське воєводство)
Злотниця (пол. Złotnica, нім. Güldenfelde) — село в Польщі, у гміні Маркуси Ельблонзького повіту Вармінсько-Мазурського воєводства.
Населення — 74 особи (2011).
У 1975-1998 роках село належало до Ельблонзького воєводства.

## Демографія
Демографічна структура станом на 31 березня 2011 року:
|          | Загалом | Допрацездатний вік | Працездатний вік | Постпрацездатний вік |
| -------- | ------- | ------------------ | ---------------- | -------------------- |
| Чоловіки | 38      | 8                  | 27               | 3                    |
| Жінки    | 36      | 3                  | 25               | 8                    |
| Разом    | 74      | 11                 | 52               | 11                   |